# Crain Communications
Crain Communications Inc. ist ein US-amerikanisches Medienunternehmen.

## Geschichte und Produkte
Das 1916 in Louisville gegründete Medienunternehmen unterhält heute 29 Medienprodukte und ist nach wie vor im Besitz der Gründerfamilie Crain. 1916 hatte das Unternehmen drei Mitarbeiter; im Jahr 2010 beschäftigte Crain 890 Mitarbeiter an 14 Standorten in den USA, Europa und Asien. Das Stammhaus befand sich in Detroit.
Das Unternehmen publiziert eine Vielzahl an Medizin-, Industrie- und Automobil-Periodika. Darunter sind Zeitschriften wie Advertising Age, TelevisionWeek, Modern Healthcare, Automotive News und AutoWeek.
Sitz der Gruppe ist seit 2012 das durch den Einzug umbenannte Crain Communications Building in Chicago.
In Deutschland vertreibt der Verlag die Fachzeitschrift Automobilwoche (Umsatz 2014: Euro 6,8 Mio.).